# Gian Piero Ventura
Gian Piero Ventura (Genova, 1948. január 14. –) olasz labdarúgóedző. 2016 őszétől 2017 novemberéig az olasz válogatott szövetségi kapitánya.

## Kezdeti évek
Ventura játékos pályafutását a Sampdoria utánpótlás csapataiban kezdte. Az első csapatban sosem mutatkozott be, játékos karrierjének nagy részét az olasz negyedosztályú tartalékcsapatban és a Sanremeseben töltötte, illetve az 1970-1971-es idényben a harmadosztályú USD Enna csapatában játszott.

## Sikerei, díjai
- Serie C1

Lecce: 1995–96
- Campionato Interregionale/Serie D

Entella: 1984–85
Pistoiese: 1990–91

## Edzői statisztikája
Frissítve: 2016. október 6.
| Csapat        | Ország | Edzőség kezdete  | Edzőség vége       | Eredményességi mutató | Eredményességi mutató | Eredményességi mutató | Eredményességi mutató | Eredményességi mutató |
| Csapat        | Ország | Edzőség kezdete  | Edzőség vége       | M                     | GY                    | D                     | V                     | Win %                 |
| ------------- | ------ | ---------------- | ------------------ | --------------------- | --------------------- | --------------------- | --------------------- | --------------------- |
| Napoli        | ITA    | 2004             | 2005               | 34                    | 17                    | 10                    | 7                     | 50,00                 |
| Messina       | ITA    | 2006             | 2006               | 6                     | 1                     | 0                     | 5                     | 16,67                 |
| Hellas Verona | ITA    | 2006             | 2007               | 26                    | 10                    | 8                     | 8                     | 38,46                 |
| Pisa          | ITA    | 2007             | 2009               | 81                    | 31                    | 24                    | 26                    | 38,27                 |
| Bari          | ITA    | 2009. június 27. | 2010. február 10.  | 66                    | 18                    | 16                    | 32                    | 27,27                 |
| Torino        | ITA    | 2011. június 6.  | 2016. május 25.    | 216                   | 85                    | 64                    | 67                    | 39,35                 |
| Olaszország   | ITA    | 2016. július 18. | 2017. november 15. | 16                    | 9                     | 4                     | 3                     | 56,25                 |
| Összesen      |        |                  |                    |                       |                       |                       |                       |                       |